# Magnus Stenbock
Magnus Stenbock (Stockholm, 12 augustus 1665 - Kopenhagen, 23 februari 1717) was een Zweedse veldmaarschalk tijdens de Grote Noordse Oorlog.

## Biografie
Magnus Stenbock werd in Stockholm geboren als zoon van Gustaf Otto Stenbock en Christina Catherina de la Gardie. Hij studeerde in Uppsala en later een paar jaar in Parijs. Na zijn studie begon hij aan zijn militaire loopbaan. Hij ging in dienst bij het leger van de Republiek der Zeven Verenigde Provinciën. In 1688 kwam hij in Zweedse dienst. Hij wist zich tijdens de slag bij Fleurus te onderscheiden. Ook verrichtte hij tijdens de oorlog enkele diplomatieke missies.
Tijdens de Grote Noordse Oorlog voerde Stenbock tijdens de slag om Narva het Dalernische regiment aan en had een groot aandeel in de overwinning van de Zweden. In de jaren daarna wist hij nog een paar belangrijke zeges te behalen voor de Zweden. In 1705 werd hij benoemd tot gouverneur van Skåneland. In die positie leidde hij de Zweden naar de overwinning tijdens de slag bij Helsingborg in 1710. In datzelfde jaar werd hij benoemd in de staatsraad en twee jaar later werd hij benoemd tot veldmaarschalk. Tijdens het Beleg van Tönning werd hij gevangengenomen door de Denen en werd hij overgebracht naar Kopenhagen. Hier zou hij in gevangenschap sterven. Zijn lichaam werd in de Dom van Uppsala begraven.